# Mount Ellery
Der Mount Ellery ist ein 1110 m hoher Berg im Norden des ostantarktischen Viktorialands. In den Wilson Hills ragt er 3 km nordwestlich der Hornblende Bluffs nahe dem Kopfende des Suworow-Gletschers auf.
Luftaufnahmen entstanden bei der US-amerikanischen Operation Highjump (1946–1947). Der australische Geodät Sydney Lorrimar Kirkby (1933–2024) bestimmte die Position des Berges am 21. Februar 1962 im Zuge der vom australischen Polarforscher Phillip Law geleiteten Kampagne der Australian National Antarctic Research Expeditions. Namensgeber ist der britische Astronom Robert Ellery (1827–1908), Mitglied des Australian Antarctic Exploration Committee im Jahr 1886.